# Drosophila greeni
Drosophila greeni är en tvåvingeart som beskrevs av Bock och Wheeler 1972. Drosophila greeni ingår i släktet Drosophila och familjen daggflugor.
Arten har hittats på Taiwan och i Zimbabwe.